# Thaïs balkanique
Allancastria cerisyi
Pour les articles homonymes, voir Thaïs.
Espèce
La Thaïs balkanique ou Thaïs de Cérisy (Allancastria cerisyi) est une espèce de lépidoptères de la famille des Papilionidae et de la sous-famille des Parnassiinae.

## Description

### Imago
L'imago d’Allancastria cerisyi est un papillon de taille moyenne dont l'envergure va de 20 à 30 mm. Les ailes présentent un fond pouvant varier du blanc au jaune pâle, l'aile antérieure porte des macules noires et l'aile postérieure, munie d'une queue au niveau de la nervure quatre, présente un bord ondulé décoré de points rouges.

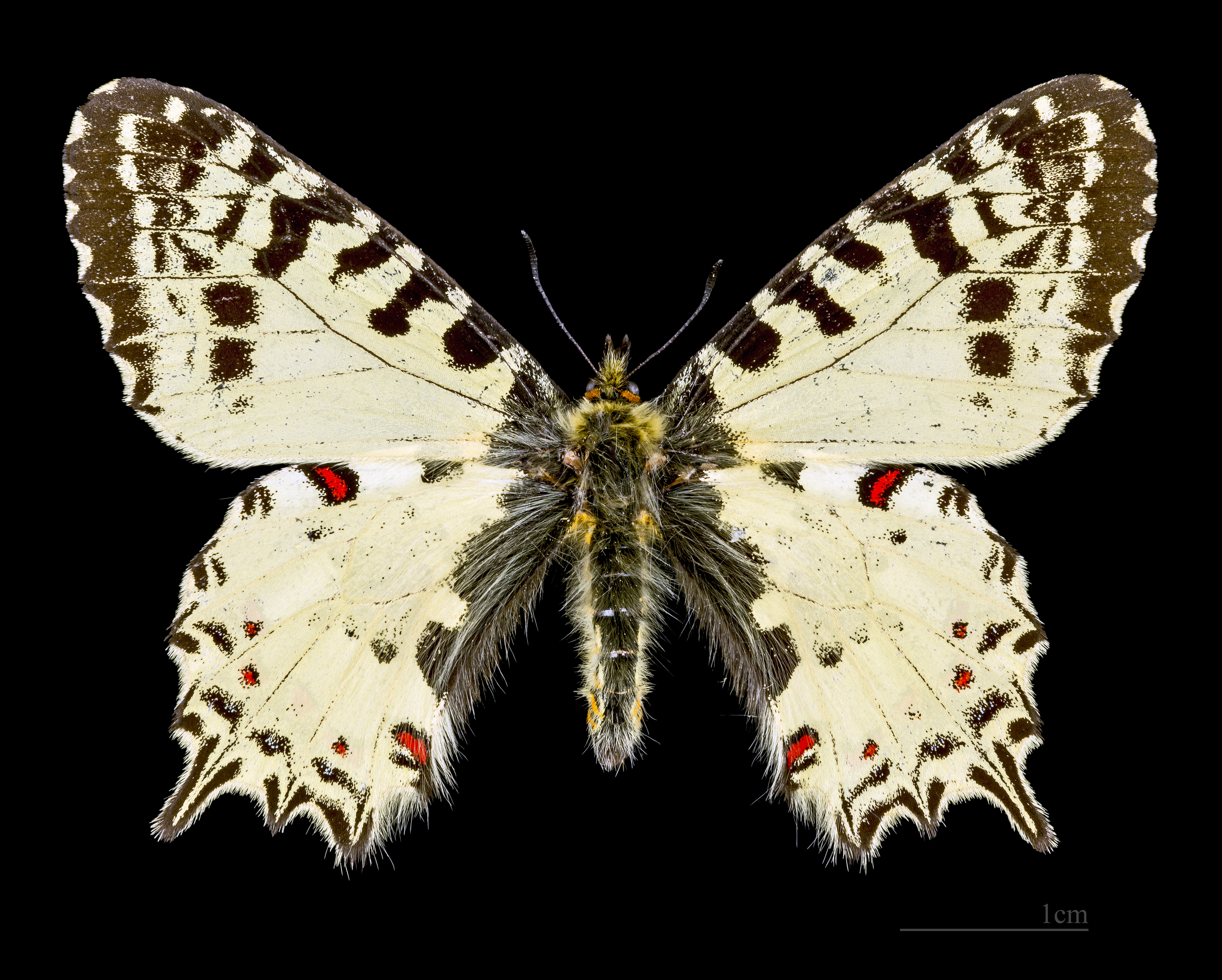
♂  Face dosale
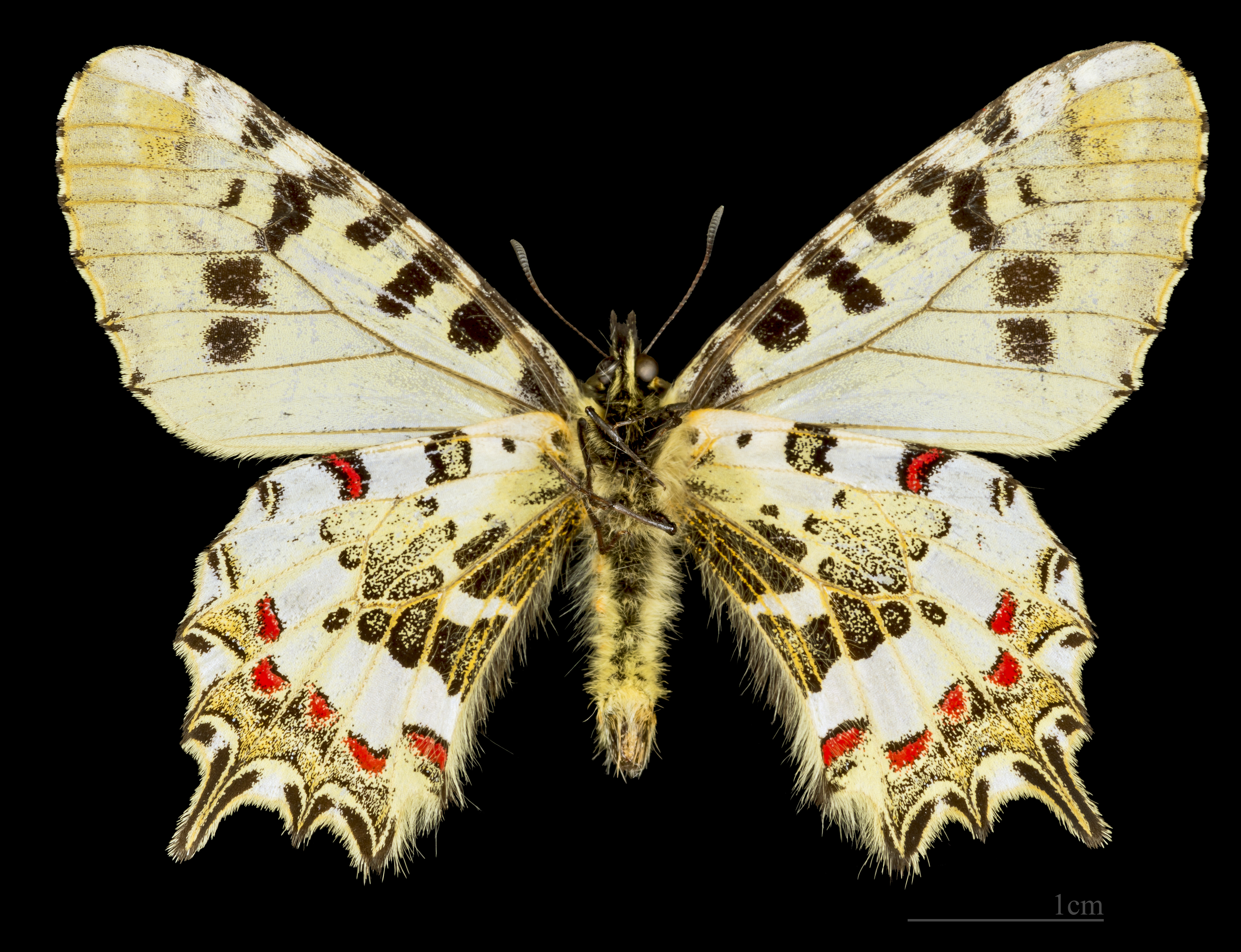
♂  △Face ventrale
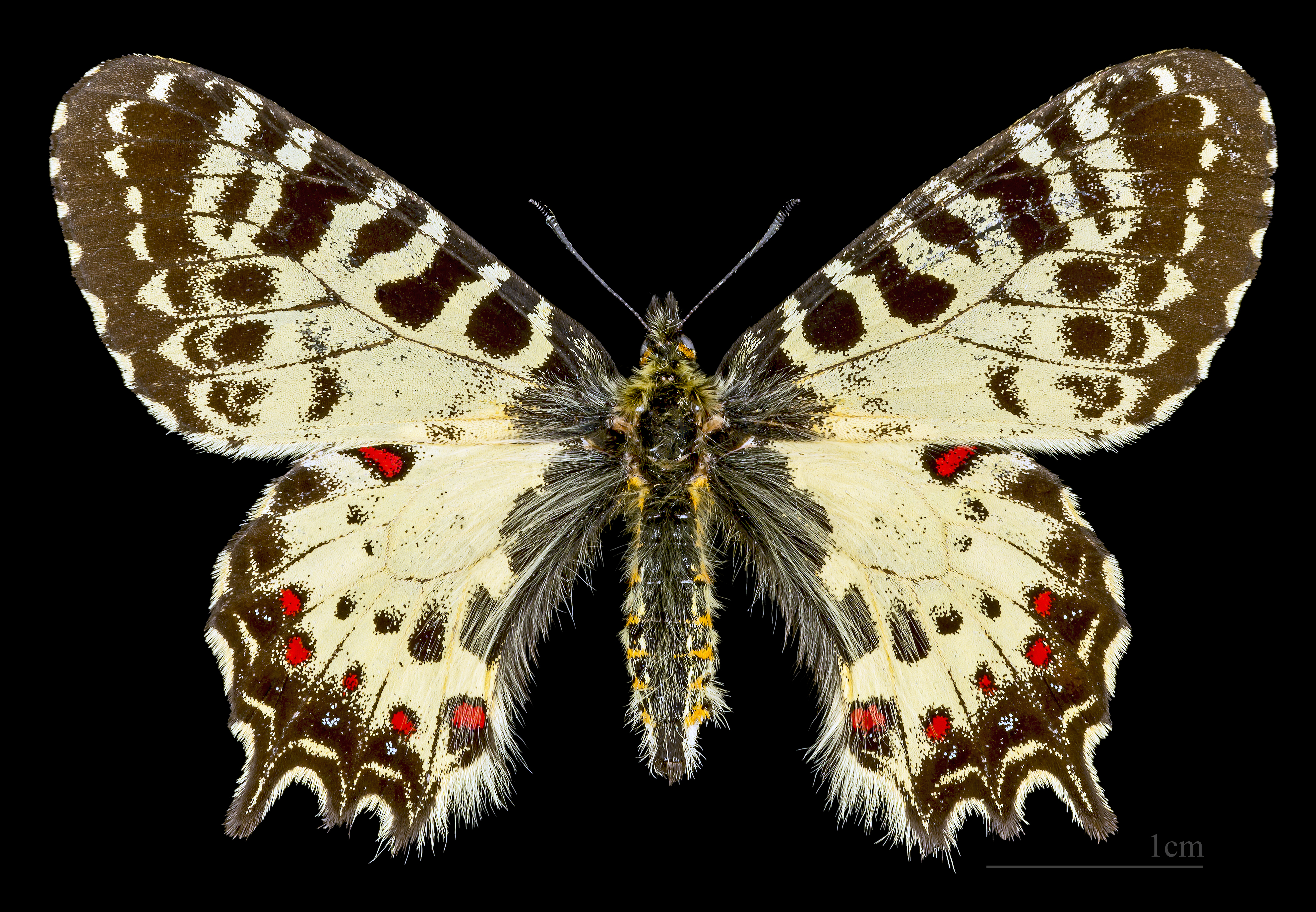
♀ Face dosale
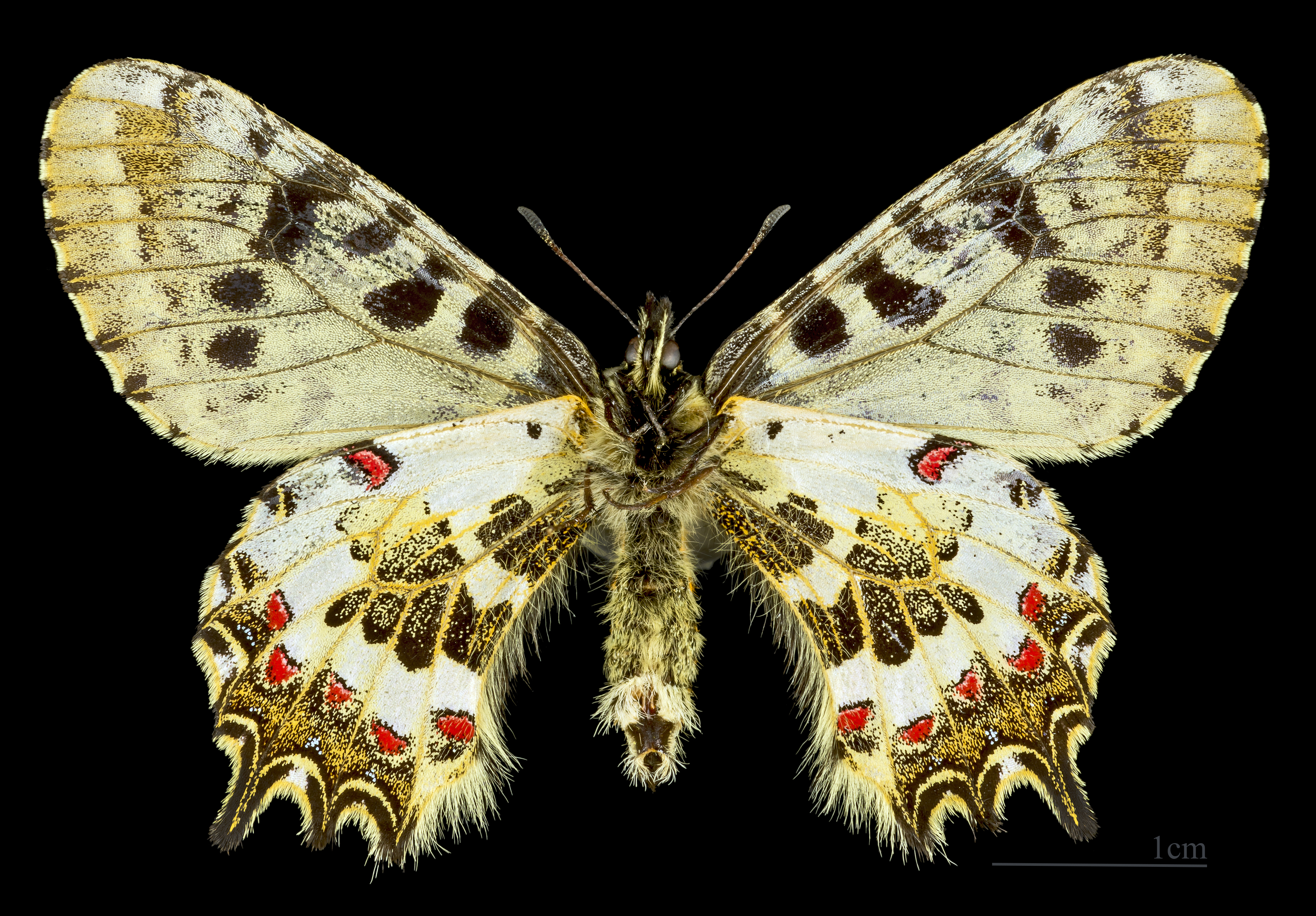
♀ △Face ventrale
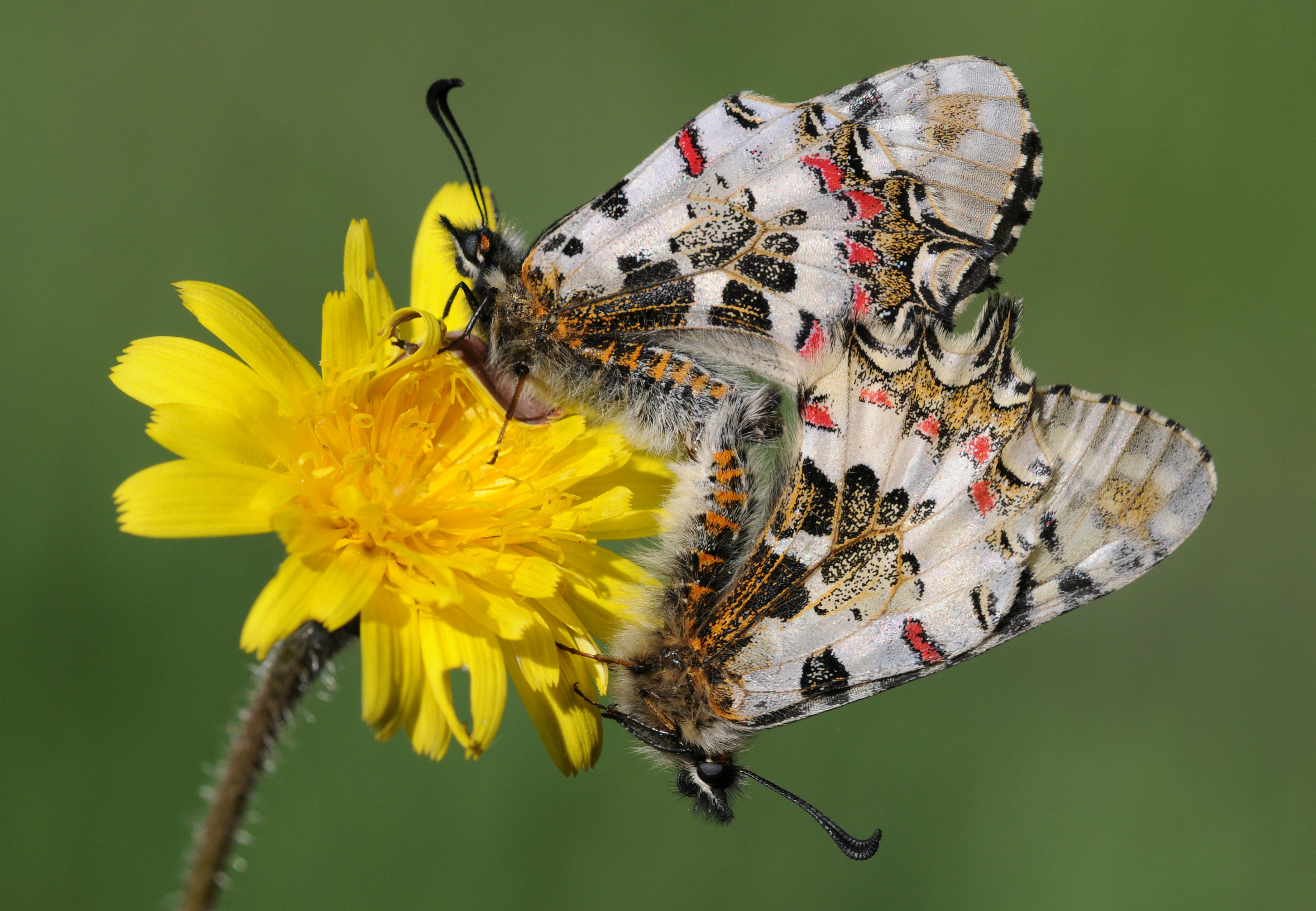
Accouplement

### Chenille
Les chenilles sont fauves rayées de noir.

## Biologie

### Phénologie
Il y a une seule génération annuelle. L'hivernation se fait au stade de chrysalide.
Le vol a lieu de mars à juillet, et les œufs sont pondus vers mai-juin[réf. souhaitée].

### Plantes-hôtes
Les plantes-hôtes sont des aristoloches (Aristolochia).

## Distribution et biotopes
Son aire de répartition comprend les rives de l'Adriatique et de la mer Caspienne : Bulgarie, Roumanie, Grèce, Asie mineure, Irak, Iran, Israël, Liban.
L'espèce est inféodée aux lieux rocailleux jusqu'à 1 200 m d'altitude.

## Systématique
L'espèce Allancastria cerisyi a été décrite par l'entomologiste français Jean-Baptiste Godart en 1822, sous le nom initial de Thais cerisyi. Il a dédié cette espèce à l'entomologiste français Louis Charles Nicolas Lefebvre de Cerisy,. 
On trouve aussi l'orthographe Allancastria cerisy.
Comme les autres espèces du genre Allancastria, elle est placée par certains auteurs dans le genre Zerynthia (et s'appelle alors Zerynthia cerisyi).

### Publication originale
- Godart, J.-B. 1823 [1822]. Description de quelques espèces nouvelles de lépidoptères diurnes. Mémoires de la Société linnéenne de Paris, 2: 226-243 (p.234) (pl. 20, fig. 3 et 4).

### Synonymes
- Thais cerisyi Godart, 1822 — protonyme
- Zerynthia cerisyi (Godart, 1822)
- Parnalius cerisyi (Godart, 1822)

### Liste des sous-espèces[4]
- Allancastria cerisyi cerisyi
- Allancastria cerisyi dalmacijae Sala & Bollino, 1994
- Allancastria cerisyi ferdinandi (Stichel, 1907) — en Albanie et en Grèce.
- Allancastria cerisyi huberi Sala & Bollino, 1994 — dans le Nord de la Grèce.
- Allancastria cerisyi mihljevici Sijaric, 1990 — en Bosnie[4].
- Allancastria cerisyi cretica (Rebel, 1904) — endémique de Crète, souvent considérée comme une espèce distincte sous le nom d’Allancastria cretica[1].

## Noms vernaculaires
- en français : la Thaïs balkanique
- en anglais : Eastern Festoon[4]

## Protection
Le Thaïs balkanique est une espèce protégée en Grèce[réf. souhaitée].